# Christine Pearce
Christine Pearce es una deportista australiana que compitió en judo. Ganó cuatro medallas en el Campeonato de Oceanía de Judo entre los años 1990 y 1994.

## Palmarés internacional
| Campeonato de Oceanía | Campeonato de Oceanía      | Campeonato de Oceanía | Campeonato de Oceanía |
| Año                   | Lugar                      | Medalla               | Categoría             |
| --------------------- | -------------------------- | --------------------- | --------------------- |
| 1990                  | Papeete (Francia)          | Medalla de bronce     | –72 kg                |
| 1992                  | Wellington (Nueva Zelanda) | Medalla de oro        | –72 kg                |
| 1992                  | Wellington (Nueva Zelanda) | Medalla de bronce     | Abierta               |
| 1994                  | Sídney (Australia)         | Medalla de plata      | –72 kg                |